# Manta (Italie)
Pour les articles homonymes, voir Manta.
Manta est une commune de la province de Coni dans le Piémont en Italie.

## Histoire
Au XVe siècle, plusieurs familles et individus émigrent de Manta vers Sainte-Tulle, en Provence, village dépeuplé et où l’immigration piémontaise a été importante.

## Administration
| Période                                  | Période  | Identité        | Étiquette    | Qualité |
| ---------------------------------------- | -------- | --------------- | ------------ | ------- |
| 14 juin 2004                             | En cours | Angelo Giusiano | Lista Civica |         |
| Les données manquantes sont à compléter. |          |                 |              |         |

### Hameaux
- frazione : Gerbola
- località : Mattone, Collegno

### Communes limitrophes
Lagnasco, Pagno, Saluzzo, Verzuolo

### Évolution démographique
Habitants recensés